# Beo vàng châu Phi
Beo vàng châu Phi (tên khoa học Caracal aurata) là một loài mèo hoang cỡ vừa trong họ Mèo. Loài này được mô tả bởi Severtzov vào năm 1858. Chúng phân bố ở các khu rừng mưa nhiệt đới ở Tây Phi và Trung Phi. Chúng bị đe dọa bởi nạn phá rừng và việc săn bắn lấy thịt, và được liệt kê là loài dễ bị tổn thương trong danh sách đỏ IUCN. Chúng có quan hệ gần gũi với linh miêu tai đen (caracal) và linh miêu đồng cỏ (serval). Trước đó, chúng được phân loài vào chi Profelis. Cơ thể của chúng dài từ 61 đến 101 cm (24 đến 40 in) với đuôi dài từ 16 đến 46 cm (6.3 đến 18.1 in).

## Miêu tả
Beo vàng châu Phi thường có màu lông từ nâu đỏ tới màu xám. Chúng có thể không có đốm, hoặc có các đốm đen từ nhạt đến đậm. Màu lông phía dưới, hoặc xung quanh mắt, má, cằm và cổ họng thường nhạt màu và có thể là gần như trắng. Đuôi thường tối màu hơn trên đầu và luôn kết thúc bằng màu đen.
Beo vàng châu Phi có kích thước gấp hơn 2 lần kích thước của mèo nhà. Đầu tròn và nhỏ so với kích thước cơ thể. Chúng có cơ thể chắc nịch, chân dài, đuôi ngắn, và bàn chân lớn. Chiều dài cơ thể thường trong khoảng 61–101 cm, chiều dài đuôi khoảng 16–46 cm, và chiều cao vai khoảng 38–55 cm. Chúng nặng khoảng 5,5–16 kg, và con đực thường nặng hơn con cái.

## Phân bố
Beo vàng châu Phi sống ở rừng nhiệt đới từ mực nước biển tới độ cao 3.000 m. Chúng thích sống trong rừng rậm, ẩm ướt, và thường được thấy ở gần sông, nhưng chúng cũng có thể được thấy trong rừng mây, rừng tre, và cũng trong vùng đất hoang vắng trên cao. Chúng được tìm thấy từ Senegal ở phía tây tới Kenya ở phía đông, từ Cộng hòa Trung Phi về phía bắc tới Angola ở phía nam.

## Lối sống
Beo vàng châu Phi là động vật đơn độc, và thường sinh hoạt về đêm, mặc dù cũng có thể săn bắn ban ngày. Chúng có khả năng leo trèo, nhưng chủ yếu săn mồi trên mặt đất. Chúng ăn chủ yếu các loài gặm nhấm, nhưng cũng bao gồm trong chế độ ăn uống của mình cả chim, khỉ nhỏ, linh dương duikers, heo rừng và linh dương nhỏ. Chúng cũng bắt có gia cầm và động vật nuôi.

## Sinh sản
Beo vàng châu Phi sinh một hoặc hai con sau một thời gian mang thai khoảng 75 ngày. Mèo con nặng 180-235 gram, nhưng tăng trưởng và phát triển nhanh so với các loài mèo nhỏ khác. Mèo con mở mắt trong vòng một tuần sau khi sinh, và cai sữa từ sau 6-8 tuần. Con cái trưởng thành vào khoảng 11 tháng tuổi, trong khi con đực khoảng 18 tháng. Trong điều kiện nuôi nhốt nó có thể sống đến 12 năm.